# Serres-et-Montguyard
Serres-et-Montguyard – miejscowość i gmina we Francji, w regionie Nowa Akwitania, w departamencie Dordogne.
Według danych na rok 1990 gminę zamieszkiwało 139 osób, a gęstość zaludnienia wynosiła 20 osób/km² (wśród 2290 gmin Akwitanii Serres-et-Montguyard plasuje się na 1037. miejscu pod względem liczby ludności, natomiast pod względem powierzchni na miejscu 1284.).